# Bodiluddelingen 1997
Bodiluddelingen 1997 blev afholdt i 1997 i Imperial i København og markerede den 50. gang at Bodilprisen blev uddelt.
Lars von Triers Breaking the waves vandt prisen for bedste danske film samt de to kvindelige skuespil-kategorier, mens Max von Sydow og Zlatko Buric blev de to vindere af de mandlige skuespil-kategorier. Breaking the waves blev dermed Triers fjerde Bodil i kategorien, og sammen med Nils Malmros og Lau Lauritzen Jr., der ligeledes har vundet prisen for bedste danske film fire gange hver, er han nu blandt de mest vindende instruktører i Bodilens historie.
I anledningen af Bodiluddelingen 50 års jubilæum, blev uddelingens Æres-Bodil givet til den delvise navngiver af Bodil-statuetten, Bodil Kjer. Sammen med Bodil Ipsen lagde Kjer navn til statuetten, og for at hylde dette og Kjers flotte skuespilkarriere var valget oplagt. Kjer har selv modtaget tre Bodil-priser for Soldaten og Jenny (1948), Mød mig på Cassiopeia (1952) og Strømer (1977).

## Vindere
| Bedste mandlige hovedrolle                      | Bedste kvindelige hovedrolle              |
| ----------------------------------------------- | ----------------------------------------- |
| - Max von Sydow for Hamsun                      | - Emily Watson for Breaking the Waves     |
| Bedste mandlige birolle                         | Bedste kvindelige birolle                 |
| - Zlatko Buric for Pusher                       | - Katrin Cartlidge for Breaking the Waves |
| Bedste danske film                              | Bedste ikke-europæiske film               |
| - Breaking the Waves af Lars von Trier          | - Fargo af Joel Coen                      |
| Bedste europæiske film                          | Bedste dokumentarfilm                     |
| - Trainspotting af Danny Boyle (Storbritannien) | - ikke uddelt                             |

## Øvrige priser

### Æres-Bodil
- Bodil Kjer (skuespiller) for navngivelse af Bodil-statuetten og for sin skuespillerkarriere.